# Cochlostoma philippianum
Cochlostoma philippianum ist eine auf dem Land lebende Schneckenart aus der Familie der Walddeckelschnecken (Cochlostomatidae) in der Ordnung Architaenioglossa („Alt-Bandzüngler“).

## Merkmale
Das rechtsgewundene Gehäuse ist 7 bis 10 mm hoch und 3,3 bis 3,9 mm breit. Es ist länglich-kegelförmig und vergleichsweise schlank mit einem dicken abgestumpften Apex. Die 8 bis 9 gut gewölbten Windungen (8,8 bis 10,5: Welter Schultes) nehmen nur langsam, aber regelmäßig zu, und werden von einer mäßig tiefen Naht voneinander absetzt. Die vergleichsweise schmale Basis ist gerundet. Der Nabel ist vollständig bedeckt. Die letzte Windung steigt rasch und hoch zur Mündung hin an. Die Mündung ist stark erweitert, gerundet-eiförmig bis fast kreisförmig in der Frontalansicht. Der Spindelrand ist ohrförmig ausgezogen und liegt dem vorletzten Umgang auf.
Die Skulptur besteht aus kräftigen, stumpfen Rippen, die mit feinen, aber deutlichen Streifen, meist ein bis zwei Streifen, alternieren. Die Rippen schwächen sich zur Mündung hin ab; auf der Endwindung sind meist nur noch feine Streifen ausgebildet. Die Rippen stehen schief, sind etwas gebogen und sind weiß gefärbt oder weiß gestrichelt. In den beiden bekannten Populationen kommen aber auch nicht berippte, nur fein gestreifte Exemplare vor. 
Das Gehäuse ist in der Grundfarbe hornfarben bis rotbraun und weist zwei, auf der Endwindung drei Bänder mit rotbraunen Flecken auf. Die beiden oberen Bänder bestehen aus annähernd quadratischen Flecken, das unterste Band ist oft zusammenhängend, kann aber auch fehlen. Die Schale ist durchscheinend, die Oberfläche nur wenig glänzend bis matt.

## Geographische Verbreitung und Vorkommen
Das Verbreitungsgebiet der Art in Norditalien erstreckt sich von der ehemaligen Provinz Udine bis zum Gardasee, im Norden bis nach Südtirol. Wilhelm Kobelt gibt auch Sankt Peter am Ottersbach in der Steiermark (Österreich) als Fundort an. Dieses Vorkommen ist seither nicht mehr bestätigt worden.
Die Tiere leben auf der Oberfläche von Kalkfelsen, in den Spalten oder am Fuß dieser Felsen.

## Taxonomie
Das Taxon wurde 1853 von Vinzenz Maria Gredler als Pomatias philippianum aufgestellt. Typuslokalität ist Rivoli Veronese (Provinz Verona, Italien). Wilhelm Kobelt transferierte das Taxon zur Gattung Cochlostoma Jan, 1830, er hielt zudem zwei Varietäten aus. Die Fauna Europaea akzeptiert das Taxon als eigenständige Art Cochlostoma (Turritus) philippianum (Gredler, 1853).
Synonyme sind:
- Cochlostoma decipiens De Betta, 1870
- Cochlostoma pachystoma De Betta, 1870

## Gefährdung
Die Art gilt nach der Einschätzung der International Union for Conservation of Nature and Natural Resources (IUCN) als nicht gefährdet („Least concern“).

## Belege

### Online
- AnimalBase - Cochlostoma philippianum